# Naim Darrechi
Naim Darrechi   (Palma, 28 de febrer de 2002) és un creador de contingut digital mallorquí en castellà. Més enllà dels seus vídeos, ha estat especialment mediàtic per polèmiques vinculades a actituds masclistes, de ciberassetjament i també casos de violència de gènere.
A data de 2021, tenia 26 milions de seguidors a la xarxa social xinesa Tiktok, fet pel qual se'l considerava l'usuari més seguit d'Espanya en aquesta xarxa. També és present a Instagram i a YouTube —llavors hi tenia 7,2 i 3,9 milions de seguidors, respectivament.
Pel que fa als casos de misogínia de Darrechi, per una banda el juliol del 2021 feu unes declaracions en què explicava amb to jocós que duia a terme agressions profilàctiques. Això el posà al centre del debat mediàtic i fins i tot el Govern de les Illes Balears i el Ministeri d'Igualtat d'Espanya varen emprendre accions legals contra ell; la querella del Govern balear fou admesa a tràmit la tardor d'aquell mateix any. Abans, ja havien proferit unes declaracions seves en què comparava l'avortament amb l'assassinat.
Per l'altra, l'any 2023 es confirmà que tenia una relació amorosa amb la influenciadora mexicana Yeri Mua, poc després que se'l declarés en crida i cerca dins de la jurisdicció espanyola per no presentar-se en seu judicial en un cas d'atemptat contra l'autoritat i delictes de lesions. Establert a Mèxic, hi fou també detingut per alteració de l'ordre públic i consum de drogues. Addicionalment, aquesta noia donà a conèixer al cap de pocs mesos que Darrechi l'havia embarassat i que, a través de l'assetjament i exposició digital, havia aconseguit crear un entorn de pressió popular cap a ella perquè no avortés. No obstant això, finalment ho feu i el denuncià per maltractament i reiterades agressions físiques.